# Sweetbox
Sweetbox – niemiecka grupa popowa założona w 1995 przez producentów Roberta "Geo" Rosana i Heiko Schmidta. W skład zespołu wchodzą: Kimberley Kearney, Decia Bridges, Tina Harris i Jade Villalon. Grupa jest najbardziej znana ze swych singli "Booyah (Here We Go)" i "Everything is gonna be alright".

## Dyskografia
- Sweetbox (1998)
- Classified (2001)
- Jade (2002)
- Jade (Silver edition) (2003)
- Adagio (2004)
- 13 Chapters (2004)
- After The Lights (2004)
- Best of Sweetbox (2005)
- Raw Treasures Volume 1 (2005)
- Addicted (2006)
- Live (2006)
- Best of 12" Collection (2006)